# Hôtel Le Maître
L'hôtel Le Maître, situé 7 rue Saint-Florentin, dans le 8e arrondissement de Paris est un hôtel particulier du XVIIIe siècle ayant notamment appartenu à différentes personnalités françaises des arts et des lettres.

## Localisation
L'hôtel  est situé dans le 8e arrondissement de Paris, au 7 rue Saint-Florentin.

## Historique
C'est en 1768, qu'il fut construit par Louis Le Tellier. Adélaïde de Souza (1761-1836), femme de lettres, mère du général de Flahaut, habita dans cet hôtel à partir de 1829. L'hôtel fut également habité par Ferdinand de Lesseps (1805-1894).
En 1914, le couturier Jean Patou y ouvrit sa maison de haute-couture (Maison Jean Patou) et en 1921, il fait faire des aménagements par l'architecte décorateur Louis Süe.
L'hôtel abrite les bureaux du Médiateur de la République puis du Défenseur des droits jusqu’en 2016.